# Crying Freeman
Crying Freeman (jap. クライングフリーマン, Kuraingu Furīman) ist ein Manga des japanischen Autors Kazuo Koike und des Zeichners Ryōichi Ikegami. Der Manga wurde als Anime-OVA adaptiert und in drei Realfilmen umgesetzt.

## Inhalt
Der japanische Töpfer Yō Hinomura (火野村 窯) gelangt in den Besitz eines Films, der einen Mord durch einen Agenten der 108 Drachen, der chinesischen Mafia, zeigt. Als er den Film nicht übergeben will, wird er entführt und hypnotisiert. Er absolviert so ein Training und soll nun selbst für die 108 Drachen morden. Die Organisation gibt ihm den Namen Crying Freeman und sein Körper wird mit Drachen tätowiert.
Einer seiner Morde an einem Yakuza wird von der schönen und einsamen japanischen Künstlerin Emu Hino (日野 絵霧) beobachtet, die er daraufhin auch umbringen muss. Als letzten Wunsch bittet sie ihn um Sex mit ihm, damit sie nicht als Jungfrau sterben muss. So kommt es, dass er sich in sie verliebt und nicht tötet. Doch sind nun zunächst die Yakuza hinter beiden her. Nachdem diese abgewehrt sind, will Crying Freeman, dass sie sich trennen. Doch Emu kommt mit ihm zu den 108 Drachen, heiratet ihn und lässt sich Tiger auf den Körper tätowieren.
Als Crying Freeman die 108 Drachen beerben soll, werden er und Emu geprüft. Nachdem sie die Tests bestanden haben, müssen sie sich mit Bái-Yá Shàn (chinesisch 白牙扇) auseinandersetzen, der Enkelin des ehemaligen Anführers der 108 Drachen, die die Organisation zerschlagen will.

## Veröffentlichungen
Der Manga erschien von März 1986 bis 1988 im Manga-Magazin Big Comic Spirits des Verlags Shōgakukan. Er erschien später auch in sechs Sammelbänden.
Crying Freeman erschien auf Englisch zunächst von 1989 bis 1994 bei Viz Media und von 2006 bis 2007 erneut bei Dark Horse Comics, auf Französisch bei Glénat und auf Spanisch bei Planeta DeAgostini Comics. Außerdem existieren Übersetzungen ins Polnische und Portugiesische. Eine deutsche Ausgabe erschien von 1993 bis 1995 vollständig in 17 Bänden bei Schreiber & Leser.

## Adaptionen

### OVA
Das Studio Toei Animation produzierte eine OVA-Reihe mit sechs Teilen zum Manga. Regie führten Daisuke Nishio, Johei Matsūra, Nobutaka Nishizawa, Shigeyasu Yamauchi und Takaaki Yamashita. Das Charakterdesign entwarf Kōichi Arai und die künstlerische Leitung übernahm Mitsuki Nakamura. Die Musik wurde komponiert von Hiroaki Yoshino. Der Anime wurde von September 1988 bis Januar 1994 veröffentlicht, die sechs Teile haben jeweils eine Länge von 54 Minuten.
Die OVA-Reihe erschien auf Englisch bei Manga Entertainment und Madman Entertainment und auf Französisch bei TF1 Vidéo.
| Rolle                                    | japanischer Sprecher (Seiyū) |
| ---------------------------------------- | ---------------------------- |
| Yō Hinomura/Lóng Tài-Yáng/Crying Freeman | Toshio Furukawa              |
| Emu Hino/Hǔ Qīng-Lán                     | Chiharu Kataishi             |

### Realfilme
Auf dem Manga basieren drei Filme. 1990 wurden in Hongkong die Filme Dragon from Russia (紅場飛龍) von Regisseur Clarence Fok Yiu-leung und Killer's Romance (浪漫殺手自由人) von Regisseur Phillip Ko veröffentlicht.
1995 schuf der französische Regisseur Christophe Gans den Film Crying Freeman – Der Sohn des Drachen, der auch in die deutschen Kinos kam.

## Weblink
- Anime News Network zum Manga und der OVA (englisch)